# Excsajok szelleme
Az Excsajok szelleme (eredeti cím: Ghosts of Girlfriends Past) 2009-es amerikai romantikus filmvígjáték, amelyet Mark Waters rendezett. A forgatókönyvet Jon Lucas és Scott Moore írta. A film Charles Dickens Karácsonyi ének című novelláján alapul. A főszerepben Matthew McConaughey, Jennifer Garner, Lacey Chabert, Emma Stone és Michael Douglas látható. A filmet 2009. május 1-jén mutatták be a mozikban.

## Cselekmény
Connor, a nőcsábász megpróbálja rávenni a bátyját, hogy ne nősüljön meg. Egy nap visszatérnek a volt barátnői szellemei, akik alaposan megleckéztetik őt.

## Szereplők
- Matthew McConaughey: Connor 'Dutch' Mead
- Devin Brochu: kicsi Connor
  - Logan Miller: fiatal Connor
- Jennifer Garner: Jenny Perotti
  - Kasey Russell: kicsi Jenny
  - Christa B. Allen: fiatal Jenny
- Michael Douglas: Wayne S. Mead
- Breckin Meyer: Paul Mead
- Lacey Chabert: Sandra Volkom
- Robert Forster: Mervis Volkom
- Daniel Sunjata: Brad Frye
- Emma Stone: Allison Vandermeersh, a múltbeli barátnő szelleme
- Noureen DeWulf: Melanie, a jelenkori barátnő szelleme
- Olga Maliouk: a jövőbeli barátnő szelleme
- Anne Archer: Vonda Volkom
- Amanda Walsh: Denice
- Camille Guaty: Donna
- Rachel Boston: Deena
- Christina Milian: Kalia
- Emily Foxler: Nadja

## Háttér
A filmet eredetileg 2004-ben tervezték bemutatni, és Ben Affleck játszotta volna a főszerepet, a rendező pedig Kevin Smith lett volna. Mindketten kiléptek a projektből. Christa B. Allen játszotta Garner karakterének fiatalabb változatát, ahogy 2004-ben a Hirtelen 30-ban is.

## Filmzene
1. "Ghosts of Girlfriends Past" - All Too Much featuring Matthew Sweet
2. "Hush" - Gavin Rossdale
3. "Got a Lot of Love for You Baby" - The Ralph Sall Experience
4. "Keep on Loving You" - REO Speedwagon
5. "You Can't Hurry Love" - The Ralph Sall Experience
6. "Ladies' Night" - Kool & the Gang
7. "The Safety Dance" - Men Without Hats
8. "Yeah (Dream of Me)" - All Too Much
9. "Holding Back the Years" - Simply Red
10. "Sleep" - All Too Much

## Fogadtatás
A film negatív kritikákat kapott. A Rotten Tomatoes oldalán 28%-ot ért el 144 kritika alapján, és 4.30 pontot szerzett a tízből. A Metacritic honlapján 34 pontot szerzett a százból, 29 kritika alapján.

## Médiakiadás
A film 2009. szeptember 22-én jelent meg DVD-n és Blu-ray-en.